# Crazy For You
《Crazy For You》는 이승기의 두 번째 정규 음반이다. 2006년 2월 3일에 발매되었다.
김도훈이 프로듀서를 맡았고, 이선희가 사운드를 감독하며 음반 작업에 참여하였다. 총 13곡이 수록되어있다.

## 대표곡
앨범 타이틀곡〈하기 힘든 말〉은 사랑하는 사람을 결국 떠나 보낸다는 내용을 담고 있는 발라드곡이다. 앨범발표 후 엠넷 엠카운트다운에서 2주 1위를 차지하고, SBS 인기가요에서 주간 1위 격인 뮤티즌송을 수상했다
. 연말에는 2006 MKMF에서 발라드부문 최우수상을 수상하기도 했다.
후속곡 〈입모양〉은 〈하기 힘든 말〉의 김도훈이 작곡한 곡으로, 락적인 느낌이 가미된 발라드곡이다.

## 곡 목록
| #  | 제목                                      | 작사                                               | 작곡                                                 | 편곡           | 시간 |
| -- | ----------------------------------------- | -------------------------------------------------- | ---------------------------------------------------- | -------------- | ---- |
| 01 | 하기 힘든 말 (Words That Are Hard To Say) | 김도훈·최갑원                                      | 김도훈                                               | 이상호         | 4:08 |
| 02 | 외쳐본다 (I'll Cry It Out)                | 전해성                                             | 전해성                                               | 전해성         | 3:44 |
| 03 | 입모양 (Shape Of Your Lips)               | 최갑원                                             | 김도훈                                               | 김도훈         | 4:28 |
| 04 | 그래서 어쩌라고 (So What Should I Do)     | 김진환                                             | 김진환                                               | 김진환         | 4:31 |
| 05 | 가면 (Mask)                               | 애덤 리바인, 제시 카마이클, 미키 매든, 라이언 두식 | 애덤 리바인, [[제시 카마이클, 미키 매든, 라이언 두식 | 양정승         | 3:43 |
| 06 | 그럴까봐 (I'm Afraid It Will Happen)      | 권진영·최갑원                                      | 김미선                                               | 김미선         | 3:51 |
| 07 | 한번만 (Just One Time)                    | 전해성                                             | 전해성                                               | 전해성         | 3:48 |
| 08 | Paradise                                  | 김현민                                             | 박영수                                               | 박영수         | 3:28 |
| 09 | Crazy for You feat.적혈구Tommy            | KOA태성                                            | KOA태성                                              | KOA태성·송진석 | 3:36 |
| 10 | Beautiful Girl                            | 이원근                                             | KOA태성                                              | KOA태성·송진석 | 3:43 |
| 11 | 사랑을 지우다 (Erase Love)                | 정은경                                             | 박세준                                               | 표건수         | 4:38 |
| 12 | 첫키스 (First Kiss)                       | 최갑원                                             | 김태성                                               | 김태성         | 3:44 |
| 13 | 오늘 같은 밤 (A Night Like Tonight)       | 전해성                                             | 전해성                                               | 전해성         | 3:38 |

## 뮤직비디오
타이틀곡〈하기 힘든 말〉뮤직비디오는 차은택 감독이 연출을 맡았으며, 드라마타이즈드 형식으로 제작되었다. 이승기와 남상미가 극 중 연인으로 출연하였다.

## 평가
전 앨범에 비해 한층 성숙된 목소리와 안정된 창법으로 긍정적인 평가를 얻었다.

## 표절 논란
5번 트랙 가면은 미국 팝 록 밴드 마룬 5가 2002년 발매한 Songs About Jane의 싱글 "This Love"를 표절했다는 의혹을 받았다. 소속사 측에서는 표절이 아니라 샘플링으로 원작자에게 대가를 지불했다고 밝혔으나, 앨범발매 당시 수록곡에 대한 원작자의 정보를 적지 않으면 샘플링이 아니다. 2006년 3월 31일 원작자한테 저작권 100% 주는 조건으로 사용허락을 맡았다. 소속사 측에서는 "작곡가와 이야기했고 해당 비용도 미리 지불했으나 작곡가가 원저작자에게 승인을 받는 시기가 늦어져 문제가 발생했다"라고 밝혔다.